# 静岡県立こども病院
静岡県立こども病院（しずおかけんりつこどもびょういん、Shizuoka Children's Hospital）は、地方独立行政法人静岡県立病院機構が運営する小児専門病院。
小児救命救急センターおよび周産期母子医療センター認定施設。所在地は静岡県静岡市葵区漆山860。周辺には、静岡県立中央特別支援学校、静岡県立静岡北特別支援学校、国立病院機構静岡てんかん・神経医療センターが隣接している。

## 沿革
- 1977年（昭和52年）4月1日 ‐ 全国6番目の小児専門病院として開院
- 2009年（平成21年）4月1日 ‐ 地方独立行政法人静岡県立病院機構に移管

## 診療科目
- 発達心療内科
- こころの診療科
- 新生児未熟児科
- 血液腫瘍科
- 遺伝染色体科
- 内分泌代謝科
- 腎臓内科
- 感染免疫アレルギー科
- 神経科
- 循環器科
- 小児集中治療科
- 救急総合診療科
- 皮膚科
- 小児外科
- 心臓血管外科
- 循環器集中治療科
- 脳神経外科
- 整形外科
- 形成外科
- 眼科
- 耳鼻咽喉科
- 泌尿器科
- 歯科
- 産科
- 麻酔科
- 臨床病理科
- 放射線科

## 交通アクセス
- バス：静岡駅北口バスターミナルから、5番乗り場 しずてつジャストライン こども病院線（日祝日は運休）に乗車、「こども病院」バス停下車。所要時間約27分。
- 自家用車：静清バイパス千代田上土インターチェンジから北に約1.2km。

## 地方独立行政法人への移行
県立病院としての公共性を維持しつつ効率的な経営を図るべく、一般地方独立行政法人 静岡県立病院機構に2009年4月1日に移管した。
静岡県立総合病院、静岡県立こども病院、静岡県立こころの医療センターの県立3病院の運営形態について審議してきた県の諮問機関「県立3病院運営形態検討会」が2006年7月26日、「一般地方独立行政法人とすることが望ましい」旨を石川嘉延知事（当時）に答弁したのを受け、知事は2008年度の独立行政法人化を目指す考えを示したものの、なお協議が必要とのことから1年延期での移管となった。

## ファシリティドッグ
静岡県立こども病院は2010年（平成22年）にファシリティドッグを日本で初めて導入した。

## その他
- テレビ朝日系列の「ドスペ!　小さな命の最前線　こども病院密着24時」（2006年2月4日放送）で静岡県立こども病院の活動が放送された。2005年8月から2006年1月まで密着取材したもの。

## 在籍した人物
- 北條博厚（第3代院長・名誉院長）
- 平井啓太（薬剤室副主任薬剤師） - 静岡県立大学薬学部講師